# تن بروگنکت (دهانه)
تن بروگنکت یک دهانه برخوردی در ماه‌ است.